# Phạm Quang Huy
Phạm Quang Huy (sinh năm 1996 tại Hải Phòng) là một vận động viên bắn súng Việt Nam. Năm 2023, Quang Huy trở thành vận động viên đầu tiên của Việt Nam đoạt huy chương vàng bộ môn bắn súng tại một kỳ Asiad. Quang Huy hiện đang là thành viên đội tuyển quốc gia thành tích cao môn bắn súng.

## Thành tích
- Trong 8 năm thi đấu đỉnh cao, Phạm Quang Huy đã từng giành huy chương Vàng ở Giải Vô địch trẻ, Giải Vô địch Quốc gia và thành tích nổi bật nhất trên đấu trường quốc tế là tấm huy chương Vàng nội dung 10m Súng ngắn hơi Đồng đội Nam tại Sea Games 31.[2]
- Trong các năm từ 2015 – 2017, anh lần lượt đạt Cấp 1 Quốc gia, dự bị Kiện tướng Quốc gia và Kiện tướng Quốc gia của môn bắn súng.
- Năm 2016, Phạm Quang Huy tiếp tục giành 1 huy chương vàng và 1 huy chương bạc tại giải Vô địch trẻ Quốc gia 2016, 1 huy chương bạc cá nhận, 2 huy chương vàng đồng đội tại giải Vô địch trẻ Đông Nam Á 2016.
- Năm 2017, xạ thủ này giành 4 huy chương vàng cá nhân, 2 huy chương đồng cá nhân, 3 huy chương đồng đồng đội tại giải Vô địch trẻ Quốc gia 2017. Bên cạnh đó, anh giành 1 huy chương đồng cá nhân giải Tay súng xuất sắc Quốc gia 2017. Tới cuối năm 2017, Phạm Quang Huy tham dự giải Vô địch súng hơi châu Á.
- Huy chương Đồng bắn súng nội dung 10m súng hơi đồng đội Asiad 2023.[3]
- Huy chương Vàng bắn súng nội dung 10m súng ngắn Asiad 2023.[4][5]
- Huy chương Vàng bắn súng nội dung 10m súng hơi đồng đội tại giải vô địch Châu Á 2023.[6]

## Gia đình
Phạm Quang Huy là con trai của hai cựu vận động viên bắn súng Hải Phòng Phạm Cao Sơn và Đặng Thị Hằng. Anh có một em trai cũng là vận động viên bắn súng trẻ Phạm Đăng Quang.